# Star Wars Episode I: Battle for Naboo
Star Wars: Episódio I: Battle for Naboo é um jogo de acção co-desenvolvido pela Factor 5 e pela LucasArts. É uma sequela espiritual para o sucesso de Star Wars: Rogue Squadron lançado dois anos antes. Apesar das semelhanças entre os dois jogos, a equipe de desenvolvimento concebido um jogo melhor que Rogue Squadron.